# Port lotniczy Nhlangano
Port lotniczy Nhlangano (ang. Nhlangano Airport, ICAO: FDNH) – port lotniczy położony blisko Nhlangano (Eswatini).